# Google Sites
Google Sites è un'applicazione web gratuita fornita da Google, che permette la creazione di siti web. Attualmente Google Sites è uno dei servizi base inclusi nel pacchetto Google Apps.

## Storia
Il progetto è nato da JotSpot, un'azienda di produzione software aziendale. L'azienda era stata fondata da Joe Kraus e Graham Spencer, cofondatori di Excite. Nel Febbraio 2006 JotSpot è stato nominato come parte di Business 2.0, "Next Net 25" e nel Maggio 2006 è stato onorato come uno degli InfoWorld's "15 Start-ups to Watch". Nell'Ottobre 2006 JotSpot è stato acquisito da Google.

## Caratteristiche
- Supporto per Google Analytics
- Supporto per Google Search Console
- Supporto per Google AdSense
- Supporto ai domini personali
- Integrazione con Google Workspace
- Funzioni di privacy a livello generale di sito e a livello di sezioni specifiche del sito

## Spazio di archiviazione
Il file di Google Sites è ospitato sul profilo Google Drive dell'utente che lo ha creato. Il sito non occupa però parte dello spazio di archiviazione che appartiene all'utente a seconda del piano sottoscritto.